# The Rapsody Overture
The Rapsody Overture: Hip Hop Meets Classic è un album di tracce che mischiano Hip hop e Musica classica, gli artisti sono rappers americani e cantanti d'opera europei. Pubblicato nel 1997 dalla Mercury Records e distribuito dalla Def Jam Recordings.
Il singolo "Prince Igor" è stato primo in classifica in Europa nel 1998, è un duetto tra il rapper Warren G e la cantante norvegese Sissel. Sissel nel ritornello canta un'aria dall'opera Il principe Igor'  di Alexander Borodin.
Il titolo della traccia "E lucean le stelle", eseguita da Xzibit, è una storpiatura di E lucevan le stelle di Giacomo Puccini e ne contiene un campione.

## Tracce
| #  | Name                           | Artist(s)               | Vocals                          | Writer(s)                                              | Time |
| -- | ------------------------------ | ----------------------- | ------------------------------- | ------------------------------------------------------ | ---- |
| 1  | "Intro"                        |                         |                                 |                                                        | 1:15 |
| 2  | "E lucean le stelle"           | Xzibit                  |                                 | Giacomo Puccini (E lucevan le stelle)                  | 3:51 |
| 3  | "Dear Mallika"                 | LL Cool J               | Heike Therjung & Kathy Magestro | Léo Delibes (The Flower Duet)                          | 4:05 |
| 4  | "E lucean le stelle" (Reprise) |                         |                                 | Puccini (E lucevan le stelle)                          | 1:45 |
| 5  | "Dalilah"                      | Reverend Run of Run-DMC | Gabrielle Fiodoresku            | Saint-Saëns (Mon coeur s'ouvre à ta voix)              | 4:00 |
| 6  | "Prince Igor"                  | Warren G                | Sissel Kyrkjebø                 | Alexander Borodin (Danze polovesiane)                  | 4:20 |
| 7  | "Belle Nuit"                   | Mother Superia          | Heike Therjung & Kathy Magestro | Jacques Offenbach (Belle nuit, ô nuit d'amour)         | 3:45 |
| 8  | "Präludium"                    | Jay                     | Chris Weller (Piano)            | Johann Sebastian Bach (Prelude No.1 in C Major BWV846) | 2:05 |
| 9  | "Ach So Fromm"                 | Jay                     | Robert Gionfribbo               | Friedrich von Flotow (M’apparì)                        | 4:56 |
| 10 | "Syrinx"                       | Redman                  | Dieter Voelker (Guitar)         | Claude Debussy (Syrinx)                                | 3:34 |
| 11 | "Vissi D'Arte"                 | Onyx                    | Kathy Magestro                  | Puccini (Vissi d'arte)                                 | 4:29 |
| 12 | "Schwanensee"                  | Scoota                  | Dieter Voelker (Guitar)         | Pyotr Ilyich Tchaikovsky (Swan Lake)                   | 3:02 |
| 13 | "Recondita Armonica"           | Nikki D                 | Kim Chung Park                  | Puccini (Recondita armonia)                            | 4:26 |
| 14 | "Nessun Dorma"                 | Mobb Deep               | Kim Chung Park                  | Puccini (Nessun dorma)                                 | 3:32 |